# Wings Greatest
Albums de Wings
London Town
(1978) Back to the Egg
(1979)
Wings Greatest est une compilation de Paul McCartney et des Wings sortie en 1978. Paul McCartney est alors le dernier des Beatles à proposer un album de ce type, les autres ayant franchi le pas entre 1975 et 1977.
L'album propose 12 chansons ayant rencontré un grand succès, avec ou sans les Wings, entre 1970 et 1978. Certains succès sont cependant absents. Cinq des chansons n'étaient jusque-là parues que sur single. Le résultat satisfait donc particulièrement la critique.
Au Royaume-Uni, l'album atteint la quatrième place des charts. Aux États-Unis en revanche, il n'arrive qu'en 29e position, handicapé par le très grand succès de l'album live Wings over America qui fait office de compilation plus fournie.

## Liste des chansons

### Face 1
1. Another Day (single, 1971) – 3:42
2. Silly Love Songs (Wings at the Speed of Sound, 1976) – 5:52
3. Live and Let Die (single, 1973) – 3:11
4. Junior's Farm (single, 1974) – 4:21
5. With a Little Luck (London Town, 1978) – 5:45
6. Band on the Run (Band on the Run, 1973) – 5:10

### Face 2
1. Uncle Albert/Admiral Halsey (Ram, 1970) – 4:48
2. Hi, Hi, Hi (single, 1972) – 3:07
3. Let 'Em In (Wings at the Speed of Sound, 1976) – 5:09
4. My Love (Red Rose Speedway, 1973) – 4:08
5. Jet (Band on the Run, 1973) – 4:06
6. Mull of Kintyre (single, 1977) – 4:43